# Давачі оптичні мітки
Опти́чні да́тники мі́тки застосовуються в автоматичних установках парфумерної, харчової, легкої промисловості, а саме — в системах позиціонування об'єктів з кольоровою міткою. Мітку наносять на об'єкт для його орієнтації або зупинки для подальшої технологічної операції. Об'єктами можуть бути пакувальна плівка, тюбики в парфумерії, упаковка в харчовій промисловості тощо
Датники мітки оптичні реагують на розсіяне віддзеркалення від об'єкта у видимій області спектру і можуть мати випромінювання червоного, зеленого, блакитного кольору.
При виборі датника мітки потрібно вказувати колір випромінювача, який належить підбирати, виходячи з конкретного поєднання кольору мітки і кольору фону мітки. Варіантів колірних поєднань може бути багато, але для підбору кольору випромінювача датника потрібне знати такі закономірності. Датник погано розрізняє мітку кольору свого випромінювача на білому (світлому) фоні. Оптичний датник надійно працює в тому випадку, якщо колір мітки (на колірному крузі) діаметрально протилежний кольору випромінювача, а фон має колір випромінювача. Зворотна комбінація кольорів мітки і фону також забезпечує надійну роботу датника. Бажаний різний ступінь насичення кольором мітки і фону.